# Bragayrac
Bragayrac, Bragairac [bragajrac] en occitan gascon, est une commune française située dans le nord du département de la Haute-Garonne, en région Occitanie. Sur le plan historique et culturel, la commune est exposée à un climat océanique altéré, elle est drainée par le ruisseau de Bragayrac et par divers autres petits cours d'eau.
Bragayrac est une commune rurale qui compte 315 habitants en 2022, après avoir connu une forte hausse de la population depuis 1975. Elle fait partie de l'aire d'attraction de Toulouse. Ses habitants sont appelés les Bragayracais ou  Bragayracaises.

## Géographie

### Localisation
Commune de l'aire d'attraction de Toulouse située dans le Savès à 21 km à l'ouest de Muret. Elle est limitrophe du département du Gers.

### Communes limitrophes
Bragayrac est limitrophe de cinq autres communes dont deux dans le département du Gers.
Les communes limitrophes sont Saint-Thomas, Sabonnères, Sainte-Foy-de-Peyrolières, Savignac-Mona et Seysses-Savès.
| Seysses-Savès (Gers) | Saint-Thomas |                           |
| Savignac-Mona (Gers) | Bragayrac    | Sainte-Foy-de-Peyrolières |
|                      | Sabonnères   |                           |

### Géologie et relief
La superficie de la commune est de 825 hectares ; son altitude varie de 204  à   326 mètres.

### Hydrographie

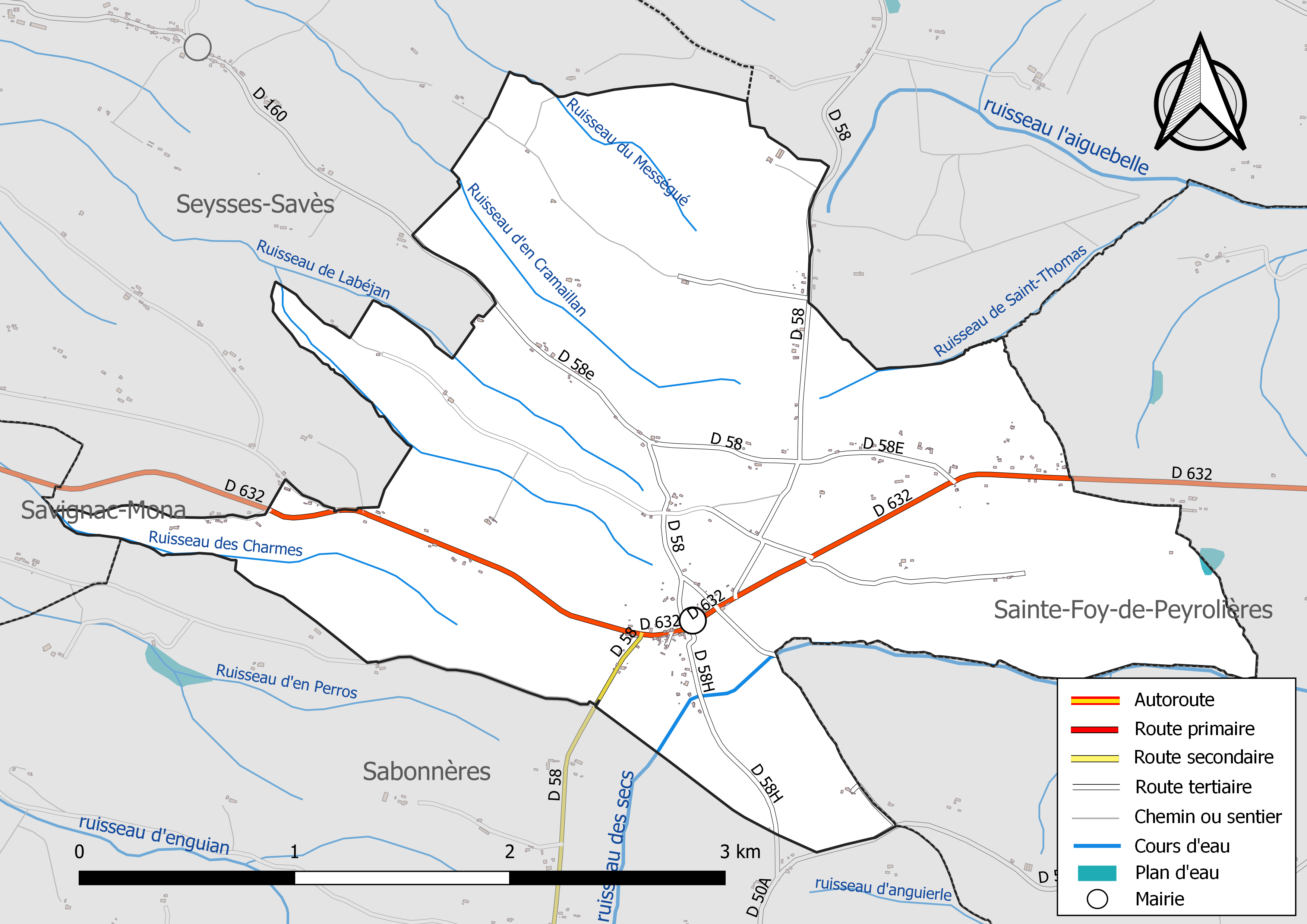
Réseaux hydrographique et routier de Bragayrac.

La commune est dans le bassin de la Garonne, au sein du bassin hydrographique Adour-Garonne. Elle est drainée par le ruisseau de Bragayrac, le ruisseau de Labéjan, le ruisseau d'en Cramaillan, le ruisseau de Saint-Thomas, le ruisseau des Charmes, le ruisseau du Mességué et par deux petits cours d'eau, constituant un réseau hydrographique de 10 km de longueur totale,.
Le ruisseau de Bragayrac, d'une longueur totale de 10,2 km, prend sa source dans la commune de Sabonnères et s'écoule vers le nord puis se réoriente vers l'est. Il traverse la commune et se jette dans le ruisseau de la Saudrune à Sainte-Foy-de-Peyrolières, après avoir traversé 3 communes.

### Climat
Pour des articles plus généraux, voir Climat de l'Occitanie et Climat de la Haute-Garonne.
En 2010, le climat de la commune est de type climat océanique dégradé des plaines du Centre et du Nord, selon une étude s'appuyant sur une série de données couvrant la période 1971-2000. En 2020, Météo-France publie une typologie des climats de la France métropolitaine dans laquelle la commune est exposée à un climat océanique altéré et est dans la région climatique Aquitaine, Gascogne, caractérisée par une pluviométrie abondante au printemps, modérée en automne, un faible ensoleillement au printemps, un été chaud (19,5 °C), des vents faibles, des brouillards fréquents en automne et en hiver et des orages fréquents en été (15 à 20 jours).
Pour la période 1971-2000, la température annuelle moyenne est de 12,7 °C, avec une amplitude thermique annuelle de 15,4 °C. Le cumul annuel moyen de précipitations est de 790 mm, avec 9,3 jours de précipitations en janvier et 6 jours en juillet. Pour la période 1991-2020, la température moyenne annuelle observée sur la station météorologique la plus proche, située sur la commune de Lherm à 14 km à vol d'oiseau, est de 13,6 °C et le cumul annuel moyen de précipitations est de 620,4 mm,. Pour l'avenir, les paramètres climatiques de la commune estimés pour 2050 selon différents scénarios d'émission de gaz à effet de serre sont consultables sur un site dédié publié par Météo-France en novembre 2022.

### Milieux naturels et biodiversité
Aucun espace naturel présentant un intérêt patrimonial n'est recensé sur la commune dans l'inventaire national du patrimoine naturel,,.

## Urbanisme

### Typologie
Au 1er janvier 2024, Bragayrac est catégorisée commune rurale à habitat très dispersé, selon la nouvelle grille communale de densité à sept niveaux définie par l'Insee en 2022.
Elle est située hors unité urbaine. Par ailleurs la commune fait partie de l'aire d'attraction de Toulouse, dont elle est une commune de la couronne,. Cette aire, qui regroupe 527 communes, est catégorisée dans les aires de 700 000 habitants ou plus (hors Paris),.

### Occupation des sols
L'occupation des sols de la commune, telle qu'elle ressort de la base de données européenne d’occupation biophysique des sols Corine Land Cover (CLC), est marquée par l'importance des territoires agricoles (90 % en 2018), une proportion identique à celle de 1990 (90 %). La répartition détaillée en 2018 est la suivante : 
terres arables (79 %), zones agricoles hétérogènes (11,1 %), forêts (10 %). L'évolution de l’occupation des sols de la commune et de ses infrastructures peut être observée sur les différentes représentations cartographiques du territoire : la carte de Cassini (XVIIIe siècle), la carte d'état-major (1820-1866) et les cartes ou photos aériennes de l'IGN pour la période actuelle (1950 à aujourd'hui).

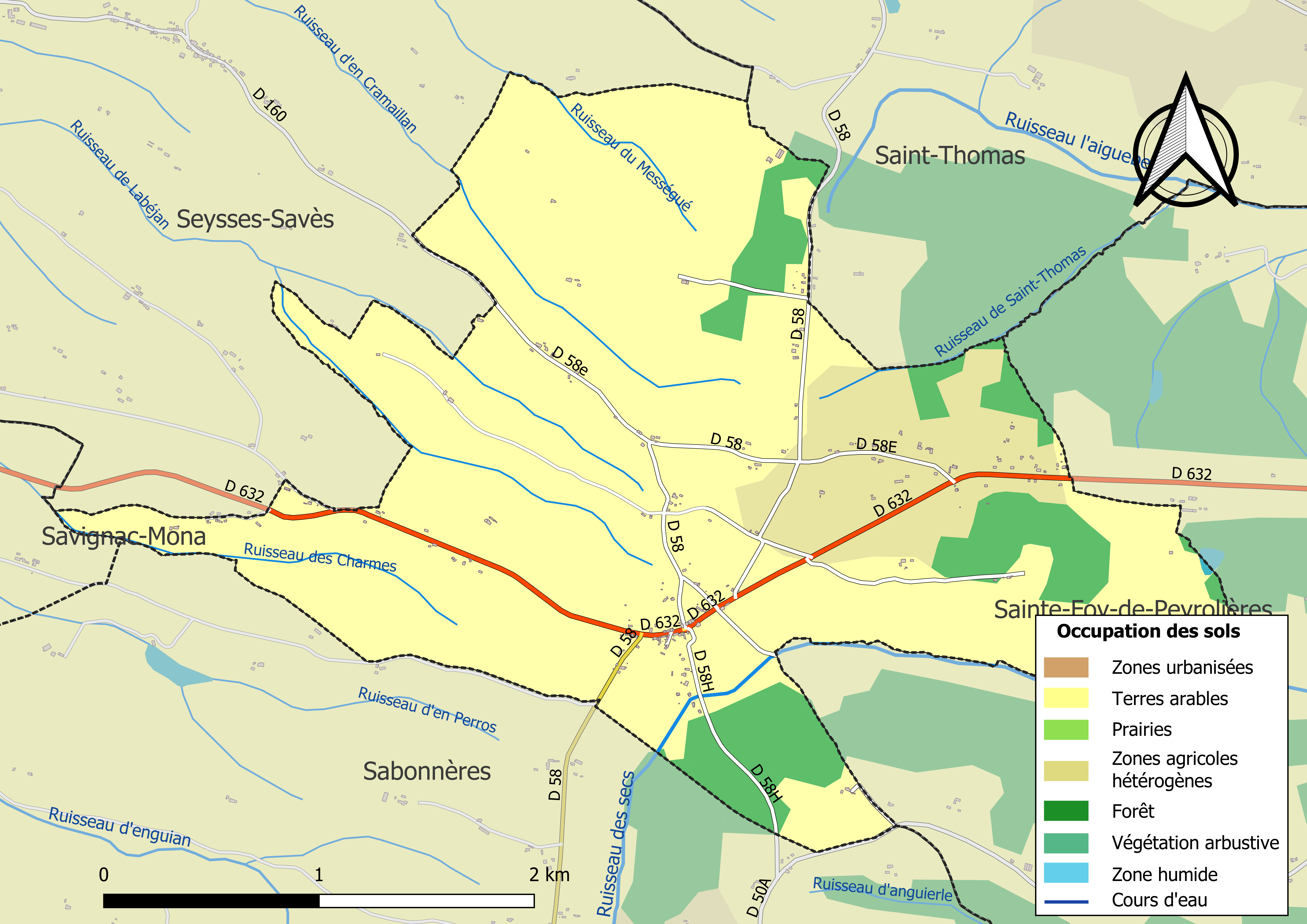
Carte des infrastructures et de l'occupation des sols de la commune en 2018 (CLC).

### Voies de communication et transports
Accès par l'ancienne route nationale 632 déclassée en RD 632.
La ligne 343 du réseau Arc-en-Ciel relie la commune à la gare routière de Toulouse et à Sabonnères, et la ligne 365 relie la commune à la gare routière de Toulouse également et à Boulogne-sur-Gesse.

### Risques majeurs
Le territoire de la commune de Bragayrac est vulnérable à différents aléas naturels : météorologiques (tempête, orage, neige, grand froid, canicule ou sécheresse) et séisme (sismicité très faible). Un site publié par le BRGM permet d'évaluer simplement et rapidement les risques d'un bien localisé soit par son adresse soit par le numéro de sa parcelle.

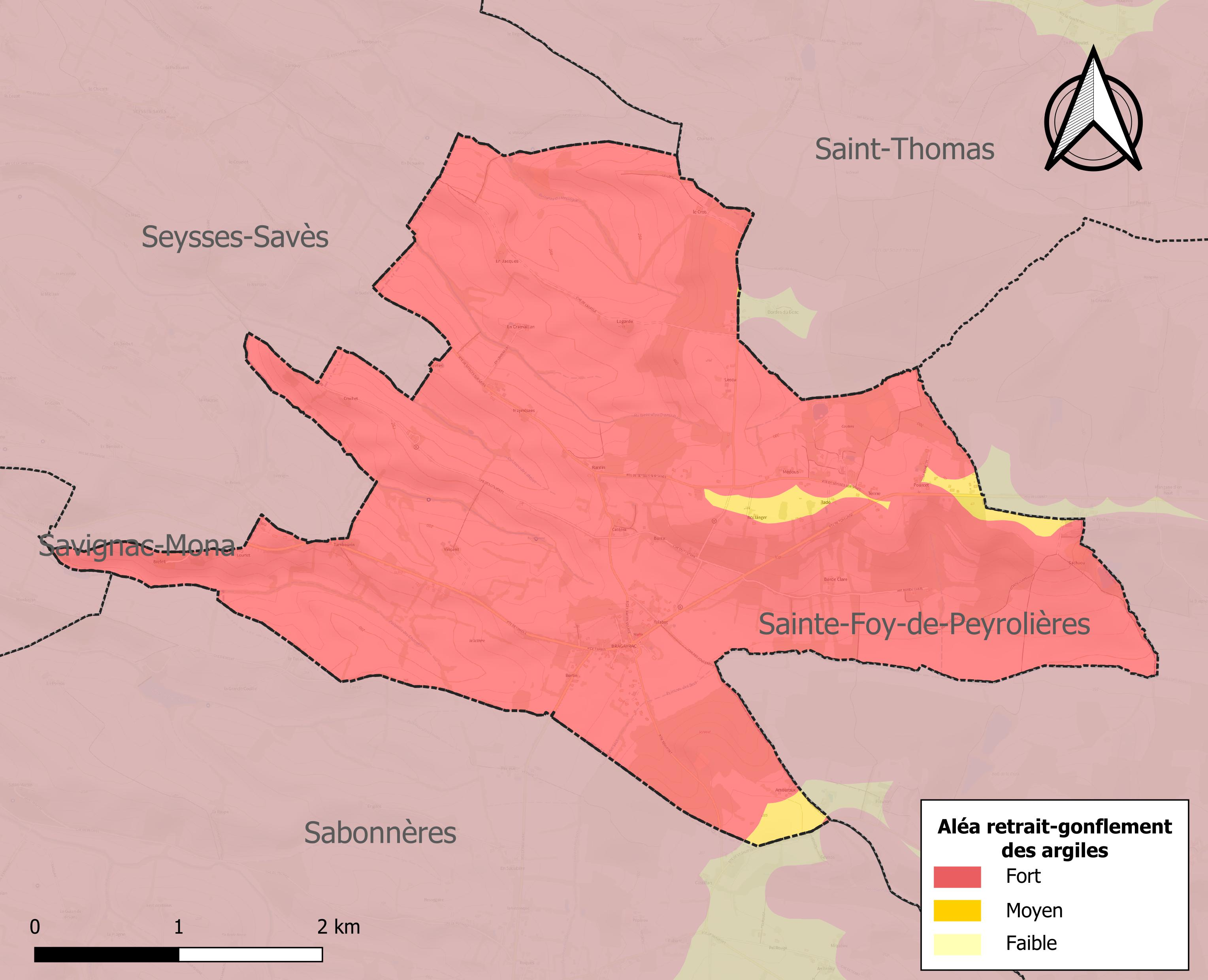
Carte des zones d'aléa retrait-gonflement des sols argileux de Bragayrac.

Le retrait-gonflement des sols argileux est susceptible d'engendrer des dommages importants aux bâtiments en cas d’alternance de périodes de sécheresse et de pluie. La totalité de la commune est en aléa moyen ou fort (88,8 % au niveau départemental et 48,5 % au niveau national). Sur les 126 bâtiments dénombrés sur la commune en 2019, 126 sont en aléa moyen ou fort, soit 100 %, à comparer aux 98 % au niveau départemental et 54 % au niveau national. Une cartographie de l'exposition du territoire national au retrait gonflement des sols argileux est disponible sur le site du BRGM,.
Par ailleurs, afin de mieux appréhender le risque d’affaissement de terrain, l'inventaire national des cavités souterraines permet de localiser celles situées sur la commune.
Concernant les mouvements de terrains, la commune a été reconnue en état de catastrophe naturelle au titre des dommages causés par la sécheresse en 1989, 2000, 2003, 2011 et 2016 et par des mouvements de terrain en 1999.

## Histoire
La commune faisait partie du Comminges.

## Politique et administration

### Administration municipale
Le nombre d'habitants au recensement de 2017 étant compris entre 100 habitants et 499 habitants, le nombre de membres du conseil municipal pour l'élection de 2020 est de onze,.

### Rattachements administratifs et électoraux
Commune faisant partie de la sixième circonscription de la Haute-Garonne, du Muretain Agglo et du canton de Plaisance-du-Touch (avant le redécoupage départemental de 2014, Bragayrac faisait partie de l'ex-canton de Saint-Lys) et avant le 1er janvier 2017 à la communauté de communes rurales des Coteaux du Savès et de l'Aussonnelle.

### Liste des maires
| Période                                  | Période   | Identité            | Étiquette | Qualité |
| ---------------------------------------- | --------- | ------------------- | --------- | ------- |
| Les données manquantes sont à compléter. |           |                     |           |         |
| mars 2001                                | mars 2008 | Gérard Duffaut      |           |         |
| mars 2008                                | mai 2020  | Christophe Couchaux |           | Cadre   |
| mai 2020                                 | En cours  | Gilbert Deschamps   |           |         |

## Population et société

### Démographie
L'évolution du nombre d'habitants est connue à travers les recensements de la population effectués dans la commune depuis 1793. Pour les communes de moins de 10 000 habitants, une enquête de recensement portant sur toute la population est réalisée tous les cinq ans, les populations de référence des années intermédiaires étant quant à elles estimées par interpolation ou extrapolation. Pour la commune, le premier recensement exhaustif entrant dans le cadre du nouveau dispositif a été réalisé en 2008.

En 2022, la commune comptait 315 habitants, en évolution de −2,78 % par rapport à 2016 (Haute-Garonne : +8,02 %, France hors Mayotte : +2,11 %).
| 1793 | 1800 | 1806 | 1821 | 1831 | 1836 | 1841 | 1846 | 1851 |
| ---- | ---- | ---- | ---- | ---- | ---- | ---- | ---- | ---- |
| 187  | 180  | 206  | 275  | 306  | 310  | 304  | 323  | 363  |

| 1856 | 1861 | 1866 | 1872 | 1876 | 1881 | 1886 | 1891 | 1896 |
| ---- | ---- | ---- | ---- | ---- | ---- | ---- | ---- | ---- |
| 362  | 376  | 369  | 333  | 317  | 311  | 304  | 289  | 277  |

| 1901 | 1906 | 1911 | 1921 | 1926 | 1931 | 1936 | 1946 | 1954 |
| ---- | ---- | ---- | ---- | ---- | ---- | ---- | ---- | ---- |
| 249  | 264  | 221  | 191  | 196  | 181  | 183  | 170  | 166  |

| 1962 | 1968 | 1975 | 1982 | 1990 | 1999 | 2006 | 2008 | 2013 |
| ---- | ---- | ---- | ---- | ---- | ---- | ---- | ---- | ---- |
| 144  | 128  | 191  | 200  | 197  | 249  | 266  | 271  | 308  |

| 2018 | 2022 | - | - | - | - | - | - | - |
| ---- | ---- | - | - | - | - | - | - | - |
| 328  | 315  | - | - | - | - | - | - | - |

| selon la population municipale des années : | 1968 | 1975 | 1982 | 1990 | 1999 | 2006 | 2009 | 2013 |
| Rang de la commune dans le département      | 374  | 349  | 350  | 331  | 317  | 323  | 328  | 313  |
| Nombre de communes du département           | 592  | 582  | 586  | 588  | 588  | 588  | 589  | 589  |

### Service public
Aide de maintien à domicile en milieu rural.

### Enseignement
Bragayrac fait partie de l'académie de Toulouse.
Bragayrac fait partie d'un regroupement pédagogique intercommunal avec les communes d'Empeaux, Sabonnères et Saint-Thomas. La commune est dotée d'une garderie, centre de loisirs, d'une classe de cours préparatoire et une de cours élémentaire 1re année.

### Culture et festivité
Fête locale le deuxième week-end de septembre

### Activités sportives
Pétanque, chasse.

### Écologie et recyclage
La collecte et le traitement des déchets des ménages et des déchets assimilés ainsi que la protection et la mise en valeur de l'environnement se font dans le cadre de la communauté de communes rurales des Coteaux du Savès et de l'Aussonnelle.
Une déchèterie est gérée par la communauté de communes est présente sur la commune voisine de Saint-Thomas.

## Économie

### Revenus
En 2018  (données Insee publiées en septembre 2021), la commune compte 116 ménages fiscaux, regroupant 295 personnes. La médiane du revenu disponible par unité de consommation est de 22 150 € (23 140 € dans le département).

### Emploi
|                | 2008  | 2013  | 2018  |
| -------------- | ----- | ----- | ----- |
| Commune        | 6,7 % | 7,7 % | 5,3 % |
| Département    | 7,7 % | 9,6 % | 9,3 % |
| France entière | 8,3 % | 10 %  | 10 %  |

En 2018, la population âgée de 15 à 64 ans s'élève à 209 personnes, parmi lesquelles on compte 79,9 % d'actifs (74,6 % ayant un emploi et 5,3 % de chômeurs) et 20,1 % d'inactifs,. Depuis 2008, le taux de chômage communal (au sens du recensement) des 15-64 ans est inférieur à celui de la France et du département.
La commune fait partie de la couronne de l'aire d'attraction de Toulouse, du fait qu'au moins 15 % des actifs travaillent dans le pôle,. Elle compte 31 emplois en 2018, contre 25 en 2013 et 28 en 2008. Le nombre d'actifs ayant un emploi résidant dans la commune est de 158, soit un indicateur de concentration d'emploi de 19,6 % et un taux d'activité parmi les 15 ans ou plus de 64 %.
Sur ces 158 actifs de 15 ans ou plus ayant un emploi, 18 travaillent dans la commune, soit 11 % des habitants. Pour se rendre au travail, 87,3 % des habitants utilisent un véhicule personnel ou de fonction à quatre roues, 3,2 % les transports en commun, 5 % s'y rendent en deux-roues, à vélo ou à pied et 4,4 % n'ont pas besoin de transport (travail au domicile).

### Activités hors agriculture
19 établissements sont implantés  à Bragayrac au 31 décembre 2019.
Le secteur du commerce de gros et de détail, des transports, de l'hébergement et de la restauration est prépondérant sur la commune puisqu'il représente 21,1 % du nombre total d'établissements de la commune (4 sur les 19 entreprises implantées  à Bragayrac), contre 25,9 % au niveau départemental.

### Agriculture
|               | 1988 | 2000 | 2010 | 2020 |
| ------------- | ---- | ---- | ---- | ---- |
| Exploitations | 17   | 7    | 4    | 7    |
| SAU (ha)      | 381  | 264  | 223  | 317  |

La commune est dans les « Coteaux du Gers », une petite région agricole occupant une partie nord-ouest du département de la Haute-Garonne, caractérisée par une succession de coteaux peu accidentés, les surfaces cultivées étant entièrement dévolues aux grandes cultures. En 2020, l'orientation technico-économique de l'agriculture  sur la commune est la culture de céréales et/ou d'oléoprotéagineuses. Sept exploitations agricoles ayant leur siège dans la commune sont dénombrées lors du recensement agricole de 2020 (17 en 1988). La superficie agricole utilisée est de 317 ha,,.

## Culture locale et patrimoine

### Lieux et monuments
- Église Saint Saturnin.

### Personnalités liées à la commune
- Ernest Esparbès né le 25 janvier 1903 à Bragayrac.

## Pour approfondir